# Taszkient (1937)
Taszkient (ros. Ташкент) – radziecki wielki niszczyciel z okresu II wojny światowej (klasyfikowany jako lider), zbudowany we Włoszech, jedyny okręt projektu 20I. Wchodził w skład Floty Czarnomorskiej; brał udział w II wojnie światowej w walkach na Morzu Czarnym. Zatopiony przez lotnictwo niemieckie w Noworosyjsku 2 lipca 1942 roku.

## Historia
Popularnością w ZSRR w okresie międzywojennym cieszyła się koncepcja budowy wielkich niszczycieli – tzw. liderów (przewodników flotylli), które były większe i silniej uzbrojone od zwykłych jednostek tej klasy i miały służyć do wsparcia własnych niszczycieli, walki z niszczycielami przeciwnika, a także wypełniania samodzielnych zadań, jak rozpoznanie i stawianie min. Nacisk kładziono także na ich wysoką prędkość. Ponieważ radziecki przemysł miał wówczas małe doświadczenie w konstruowaniu nowoczesnych okrętów i pierwsze wielkie niszczyciele skonstruowane w ZSRR nie były udane (typu Leningrad – projektów 1 i 38), zdecydowano zlecić zaprojektowanie odpowiedniego typu za granicą. Z powodu częściowej izolacji komunistycznego ZSRR na świecie, wybór był ograniczony, lecz przez to nawiązano w latach 30. bliskie związki z przemysłem stoczniowym faszystowskich Włoch, które miały wtedy czwartą co do wielkości marynarkę świata (na równi z francuską). Strona radziecka rozpisała konkurs dla stoczni włoskich na projekt lidera, w którym zwyciężył projekt stoczni Odero-Terni-Orlando (OTO) w Livorno. Umowę podpisano 9 września 1935 roku. Projekt okrętu przedstawiono w lutym 1936 roku, po czym dopracowywano dalej szczegóły. Uważa się, że projekt dla ZSRR był następnie bazą do opracowania włoskich krążowników lekkich typu Capitani Romani, mających zwalczać francuskie lidery.
Stępkę pod budowę niszczyciela położono w Livorno 11 stycznia 1937 roku. Już 28 grudnia 1937 roku miało miejsce wodowanie kadłuba, a 11 marca 1938 roku odbyły się próby prędkości okrętu. Przy mocy szczytowej 138 000 KM, osiągnął na próbach prędkość 43,53 węzła. Po przeliczeniu na wyporność standardową dało to wynik 44,6 w., przez co „Taszkient” stał się drugim najszybszym niszczycielem na świecie (po „Le Terrible”). 19 kwietnia 1939 roku okręt przejęła strona radziecka. Nie posiadał on jeszcze wówczas uzbrojenia, które miał zapewnić zamawiający, lecz prace nad nowo projektowanymi wieżami dział 130 mm B-2ŁM przeciągały się. Okręt następnie skierowano na Morze Czarne, do Odessy, gdzie został tymczasowo uzbrojony w trzy pojedyncze armaty 130 mm. Etatowe uzbrojenie w postaci 6 dział 130 mm otrzymał tuż przed wybuchem wojny z Niemcami, podczas remontu w Mikołajowie w pierwszej połowie 1941 roku.
Okręt otrzymał w ZSRR oznaczenie projektu 20I (20И). Przewidywano początkowo budowę dalszych trzech jednostek projektu 20 w stoczniach radzieckich, lecz odstąpiono od tego z uwagi na różnice między włoską a radziecką technologią budowy. Zamiast tego, opracowano w 1939 roku nowy projekt 48 (typ Kijew) nieco mniejszych liderów, łączących cechy dotychczasowych radzieckich projektów i włoskiego okrętu. Ostatecznie jednak nie ukończono żadnych okrętów projektu 48, ani nie budowano już dalszych liderów.

## Opis konstrukcji

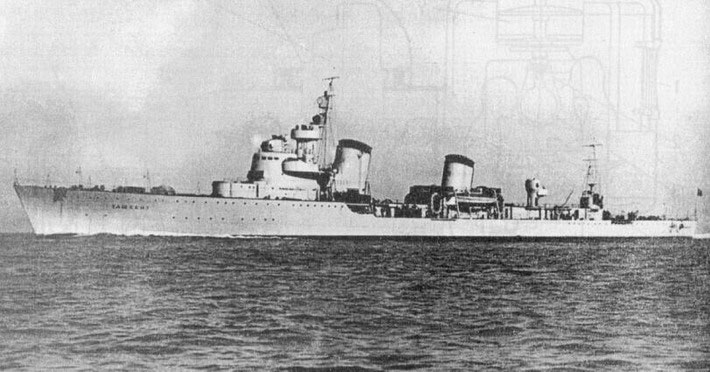
„Taszkient” podczas prób, bez uzbrojenia

Niszczyciel miał harmonijną sylwetkę, z cechami architektury pośrednimi między niszczycielami a krążownikami lekkimi, podobną do francuskich liderów typu Mogador. Pokład dziobowy był podniesiony na ok. 1/3 długości kadłuba. Prosta dziobnica była mocno nachylona do przodu, rufa miała krążowniczą formę. Charakterystyczną cechą architektury była nadbudówka dziobowa o opływowym kształcie, z pochyłą przednią ścianą i zakrytym, przeszklonym mostkiem, połączona z pierwszym kominem. Zamknięty mostek był nowością dla Rosjan, planowano jednak zastąpić go na kolejnych okrętach tej klasy odkrytym mostkiem, dającym lepsze warunki obserwacji, zwłaszcza przy ogniu przeciwlotniczym. Trzy wieże dział artylerii głównej ustawione były na dziobie w superpozycji (na pokładzie dziobowym i krótkim dolnym piętrze nadbudówki dziobowej) oraz na pokładzie rufowym. Od uskoku pokładu przez całe śródokręcie aż do wieży rufowej ciągnęła się wąska, niska nadbudówka, na której ustawiony był drugi komin, aparaty torpedowe (podobnie jak na niszczycielach amerykańskich) i rufowe stanowisko kierowania ogniem. Przez nadbudówkę prowadził korytarz sztormowy, pozwalający na przechodzenie wzdłuż okrętu bez wychodzenia na pokład. Kominy były szerokie i pochylone. Na dachu mostka znajdował się obrotowy dalocelownik, a za nim masywna niska wieża z pomostem obserwacyjnym i reflektorem. Bezpośrednio za nią był lekki pochyły maszt palowy, a drugi pochyły maszt był na końcu nadbudówki rufowej.
Kadłub był nitowany, miał 232 wręgi i dzielił się poprzecznie na 15 przedziałów wodoszczelnych. Typowo dla włoskich konstrukcji, okręt miał bardzo dobrą dzielność morską (w przeciwieństwie do wcześniejszych radzieckich liderów). Pokład dziobowy znajdował się 7 m nad linią wodną, a pokład górny 3,3 m nad nią. Okręt miał dwie kotłownie i dwie maszynownie w układzie naprzemiennym, co zwiększało odporność siłowni na uszkodzenia. Napęd stanowiły dwa zespoły turbin systemu Parsonsa o łącznej mocy 110 000 KM, napędzające dwie śruby. W czasie prób uzyskano moc maksymalną 130 000 KM. Dziobowa maszynownia napędzała wał prawoburtowy, który był przez to dłuższy. Parę o ciśnieniu 28 atmosfer i temperaturze 340 °C wytwarzały cztery kotły Orlando (po dwa na kotłownię). Pełny zapas paliwa wynosił 1072 t mazutu, maksymalny zapas 1200 t. Prąd elektryczny dostarczały dwa turbogeneratory o mocy 120 kW i trzy spalinowe generatory awaryjne (dwa o mocy 75 kW i jeden 18 kW). Instalacja elektryczna miała napięcie 115 V prądu stałego.
„Taszkient” miał silne uzbrojenie artyleryjskie, składające się z 6 dział kalibru 130 mm, umieszczonych w zakrytych dwudziałowych wieżach typu B-2ŁM, nowo skonstruowanych w ZSRR. Kąt podniesienia wynosił do 45°, co teoretycznie umożliwiało prowadzenie ognia zaporowego do samolotów (nie były to działa uniwersalne). Wieża miała opancerzenie 8 mm. Było to najsilniejsze pod względem liczby dział uzbrojenie artyleryjskie kiedykolwiek stosowane na radzieckim niszczycielu. Działa wystrzeliwały znacznie cięższe pociski od dział kalibrów do 127 mm, używanych przez inne państwa. Zapas amunicji wynosił 1000, maksymalnie 1200 pocisków (do 200 na działo). Na początku służby, do połowy 1941 roku okręt był tymczasowo uzbrojony w 3 pojedyncze działa B-13 kalibru 130 mm z maskami ochronnymi, jak na niszczycielach projektu 7, ustawione na miejscach wież. Do kierowania ogniem artylerii służył przelicznik (centrala artyleryjska) włoskiej firmy Galileo. Okręt miał dalocelownik typu Dupleks, wyposażony w dwa 4-metrowe dalmierze, oraz pomocnicze stanowisko kierowania ogniem na rufie, z dalmierzem 3-metrowym.
Słabszym punktem okrętu było uzbrojenie przeciwlotnicze, składające się początkowo z sześciu półautomatycznych działek 45 mm typu 21-K o niskiej szybkostrzelności, na  platformach wokół drugiego komina (trzy z przodu i trzy z tyłu komina). Uzbrojenie to uzupełniało sześć pojedynczych wkm 12,7 mm DSzK (dwa na pokładzie po bokach nadbudówki dziobowej, dwa na skrzydłach nadbudówki dziobowej i dwa na pokładzie nadbudówki rufowej). Podczas wymiany uzbrojenia głównego, zamieniono także działka 45 mm na najnowsze automatyczne działka 37 mm 70-K, co poprawiło obronę przeciwlotniczą okrętu. Ponadto, podczas remontu w październiku 1941 roku, na pokładzie rufowym za wieżą artylerii osadzono niską wieżę z dwoma armatami przeciwlotniczymi 76 mm 39-K, pochodzącą z nieukończonego niszczyciela „Ogniewoj” projektu 30. Uzbrojenie przeciwlotnicze kierowane było z pomocą dwóch 1,5-metrowych dalmierzy DM-1,5.
Uzbrojenie torpedowe składało się z 9 wyrzutni torpedowych 533 mm, w trzech trzyrurowych aparatach typu 39-Ju, umieszczonych w osi symetrii okrętu na nadbudówce na śródokręciu. Pierwszy umieszczony był między kominami, a drugi i trzeci za drugim kominem, przedzielone platformą z rufowym stanowiskiem kierowania ogniem. Okręt nie przenosił torped zapasowych. Krokiem wstecz w stosunku do liderów typu Leningrad był powrót do trzyrurowych aparatów torpedowych, z czterorurowych, lecz ich liczba pozwoliła zwiększyć liczbę wyrzutni torped o jedną. Uzbrojenie przeciwpodwodne było z kolei słabe, obejmujące jedynie dwie rufowe zrzutnie bomb głębinowych, przenoszące 20 małych bomb M-1 i 4 duże B-1. Okręt mógł przenosić 76 min (na torach na pokładzie). W skład wyposażenia wchodził trał typu parawan K-1.
Załoga składała się z 250 ludzi, w tym 20 oficerów.

## Służba

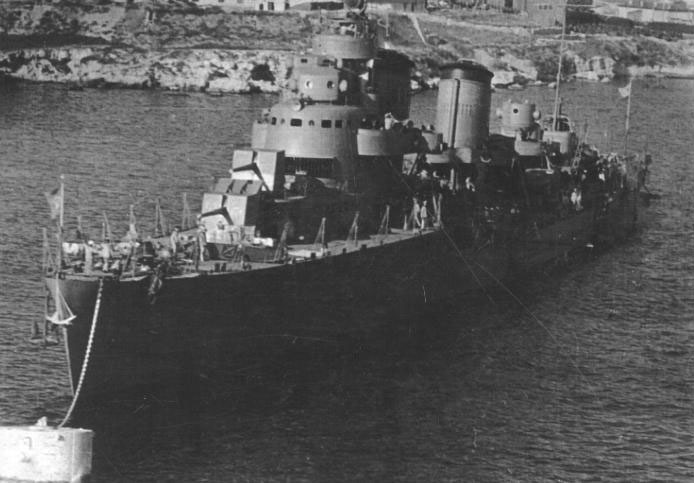
„Taszkient” z tymczasowym uzbrojeniem (3 pojedyncze działa 130 mm)

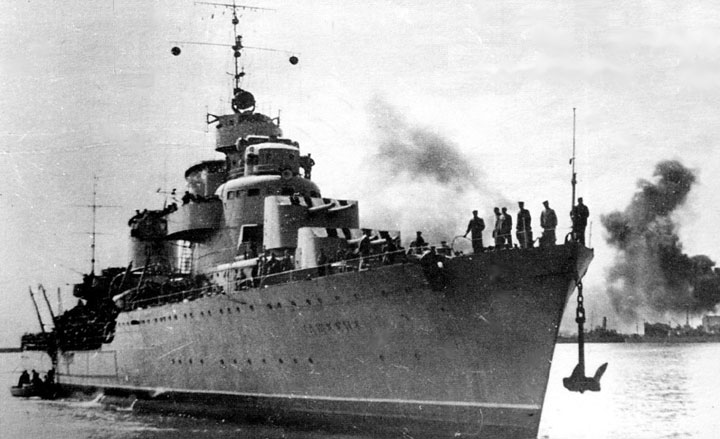
„Taszkient” z docelowym uzbrojeniem

„Taszkient” dopłynął z Włoch do Odessy 6 maja 1939 roku. Dopiero 22 października 1940 roku został przyjęty oficjalnie do służby i włączony w skład Floty Czarnomorskiej. Okręt pomalowany był w stoczniowy kolor jasnobłękitny, stąd nazywany był popularnie „błękitnym krążownikiem”. Przed wojną bywał wykorzystywany do celów reprezentacyjnych, wykonując między innymi rejsy z Józefem Stalinem na pokładzie. Podczas remontu między lutym a czerwcem 1941 roku zamontowano na nim w Mikołajowie przewidziane projektem uzbrojenie i przeprowadzono jego próby.
W chwili ataku Niemiec na ZSRR (22 czerwca 1941 roku), okręt znajdował się w doku w Mikołajowie. Skierowano go następnie do głównej bazy radzieckiej – Sewastopola. Został okrętem flagowym 2. Dywizjonu Niszczycieli, w składzie Oddziału Sił Lekkich. 19 sierpnia 1941 roku okręty 2. Dywizjonu przeprowadziły akcję przeciw żegludze rumuńskiej u ujścia Dunaju, lecz bez rezultatów („Taszkient”, „Bodryj”, „Biezupriecznyj” i „Biesposzczadnyj”). Ostrzelano jedynie zajęte przez nieprzyjaciela wsie w pobliżu Odessy (wystrzelono 450 pocisków, z tego „Taszkient” 127). Od 29 sierpnia „Taszkient” z innymi okrętami ostrzeliwał wojska nieprzyjaciela oblegające Odessę, ogniem korygowanym przez obserwatorów na lądzie – według raportów zniszczył 29 i 30 sierpnia trzy baterie artylerii. 30 sierpnia „Taszkient” został jednak uszkodzony w ataku lotniczym przez bliskie wybuchy dwóch bomb, które wybiły dziurę w burcie w części rufowej (zginęło 2 marynarzy, 7 rannych). Po prowizorycznej naprawie w Odessie, został odesłany pod eskortą niszczyciela „Smyszlonnyj” i czterech kutrów z małą prędkością do Sewastopola.
Od 1 września do 31 października 1941 roku okręt był remontowany w doku w Sewastopolu; zainstalowano też przy tym wieżę z dwoma działami przeciwlotniczymi 76 mm na rufie. Dowódca „Taszkienta” W. Jeroszenko w tym czasie dowodził niszczycielem „Frunze”, który jednak został 21 września zatopiony przez lotnictwo. Po 1 listopada, z uwagi na postępy wojsk niemieckich, „Taszkient” został ewakuowany wraz z głównymi siłami Floty do Poti, następnie do Batumi. 21 listopada ostrzeliwał wojska niemieckie pod Sewastopolem (145 pocisków), po czym dostarczył tam zaopatrzenie i ewakuował rannych i część mieszkańców, powracając do Batumi. W dniach 25–29 listopada „Taszkient” eskortował konwój statków radzieckich (w tym lodołamacz „Mikojan”) w kierunku Bosforu, odnosząc przy tym uszkodzenia kadłuba na skutek silnego sztormu (usunięte do 15 grudnia).
Od 22 do 27 grudnia „Taszkient” ostrzeliwał pozycje niemieckie pod Sewastopolem, wystrzeliwując łącznie 1037 pocisków. Po uzupełnieniu zapasów w Poti, ponownie „Taszkient” 29 grudnia wyszedł na ostrzał celów pod Sewastopolem, jako eskorta pancernika „Pariżskaja Kommuna”. 1 stycznia 1942 roku „Taszkient” eskortował statki „Abchazija” i „Biełostok” z posiłkami 386. Dywizji Strzelców do Sewastopola (z krążownikiem „Mołotow” i niszczycielem „Smyszlonnyj”). Ostrzeliwał też przy tym pozycje niemieckie. Do 12 stycznia jeszcze kilkakrotnie ostrzeliwał cele pod Sewastopolem. 6 stycznia miał dostarczyć uzupełnienia dla desantu wysadzonego w Eupatorii, lecz nie wykonał tego z uwagi na ostrzał z brzegu. 15 stycznia „Taszkient” eskortował statki „Czechow” i „Lwow” do Noworosyjska, po czym powrócił 30 stycznia w eskorcie transportowca „Piestiel” z posiłkami, ostrzeliwując pozycje niemieckie następnego dnia. 1 lutego ponownie odpłynął do Noworosyjska, skąd powrócił 3 lutego w eskorcie statku „Biełostok”, sam też przewożąc 914 ludzi. 4 lutego ostrzeliwał wojska niemieckie pod Teodozją (z liderem „Charkow”), po czym udał się na remont maszyn do Noworosyjska (trwający do 25 lutego). 26-28 lutego ponownie ostrzeliwał miejscowości pod Teodozją (ogniem niekorygowanym), z pancernikiem „Pariżskaja Kommuna” i niszczycielami „Bojkij” i „Bditielnyj”. Ponownie „Taszkient” ostrzeliwał tam cele 12, 14 i 21-22 marca, osłaniał też w tym czasie krążownik „Mołotow” i „Pariżską Kommunę”. 1 kwietnia 1942 roku przetransportował z Noworosyjska do Sewastopola szefa sztabu Floty Czarnomorskiej kadm. Jelisiejewa i zastępcę dowódcy Floty ds. politycznych N. Kułakowa. 2-3 kwietnia w dalszym ciągu ostrzeliwał rejon Teodozji. 12-14 maja osłaniał tam odwrót radziecki. W drugiej połowie maja i w czerwcu „Taszkient” dostarczał posiłki i zaopatrzenie dla Sewastopola (w maju 2535 ludzi i 251 t amunicji) i ewakuował ok. 1000 rannych i mieszkańców oraz złoto z banku. Eskortował tam też statki „Gruzja” 28 maja i „Abchazija” 2 czerwca. Prowadził przy tym ostrzał pozycji nieprzyjaciela. 18 czerwca „Taszkient” osłaniał zmierzający do Noworosyjska uszkodzony przez lotnictwo lider „Charkow”.

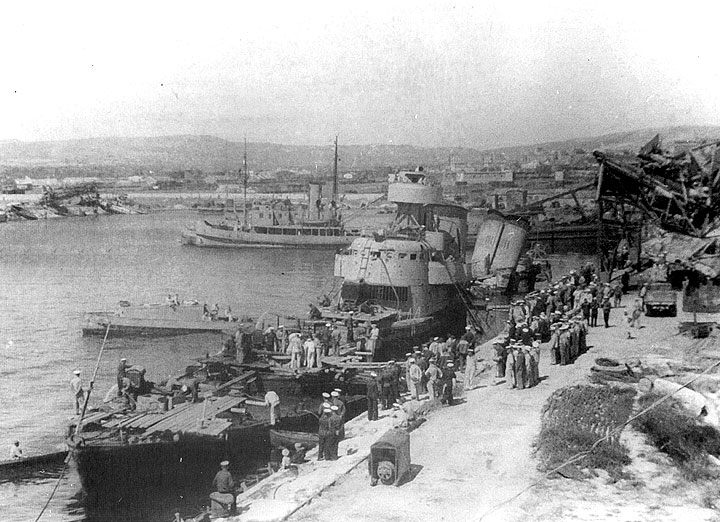
Roboty rozbiórkowe na zatopionym „Taszkiencie” w Noworosyjsku

24 i 26 czerwca 1942 roku „Taszkient”, jako ostatni duży okręt nawodny, przedarł się do Sewastopola z posiłkami, ewakuując także ludność, rannych i obraz „Panorama Obrony Sewastopola 1854-1855”. W rejsie powrotnym, z ok. 2300 ludźmi, był celem 86 ataków lotniczych. Na skutek bliskich wybuchów bomb doznał poważnych uszkodzeń i nabrał ok. 1000 ton wody, głównie w części dziobowej. Zginęło 3 członków załogi i ok. 56 ewakuowanych osób. Holowany przez niszczyciel „Bditielnyj”, zdołał dopłynąć do Noworosyjska, z ok. 2 tys. ton wody w kadłubie. Okręt otrzymał tytuł gwardyjskiego, a dowódca – Order Lenina. Po awaryjnym remoncie i założeniu plastra, 2 lipca „Taszkient” miał przejść do Poti. Jednakże tego dnia, podczas niemieckiego ciężkiego nalotu na Noworosyjsk, przeprowadzonego przez dywizjony KG.76 i KG.100 samolotami Junkers Ju 88, został zatopiony na płytkiej wodzie dwoma bezpośrednimi trafieniami bomb. Zginęło 76 członków załogi, rannych zostało 77. Z powodu postępu wojsk niemieckich, zrezygnowano z podniesienia okrętu, jedynie zdjęto z niego wieże artylerii (wraz z wieżą dział przeciwlotniczych 76 mm), które zostały później zamontowane na niszczycielu „Ogniewoj”. Wrak został wydobyty i złomowany po wojnie.

### Dowódcy
- luty – czerwiec 1939: kpt. II rangi Lew Władymirskij[1]
- czerwiec 1939 – luty 1941: kpt. II rangi J. Żukow[1]
- luty 1941 – lipiec 1942: kpt. III/II rangi W. Jeroszenko[1]